# 伯姻
伯姻（?—?），是上古时期夏朝人，后羿的大臣。
夏朝太康失位，东夷有穷氏的领袖后羿重用伯姻和尨圉、武罗、熊髡四贤臣，朝政大治，为民称颂，后羿得到夏朝人民支持。后羿废黜夏王相，自称为君，日益沉湎酒色游猎，重用寒浞，伯姻四人终被免职。寒浞在羿打猎回国时，派人将其杀死。将后羿做成肉羹分给羿的儿子吃。寒浞取代后羿为君。